# Egyszarvú kaméleon

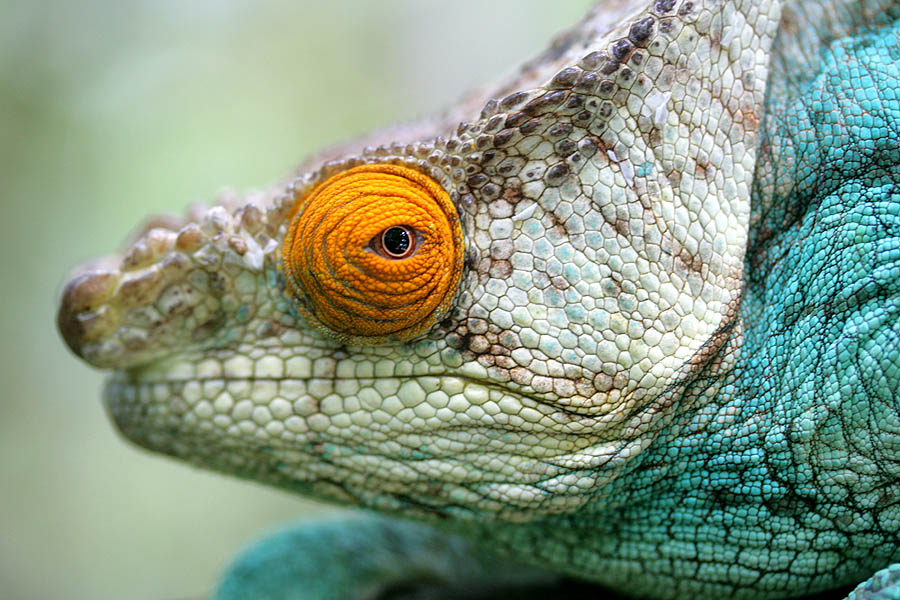
Portré egy narancssárga szemű színváltozat hímjéről

Az egyszarvú kaméleon (Calumma parsonii) a hüllők (Reptilia) osztályának a pikkelyes hüllők (Squamata) rendjéhez, ezen belül a gyíkok (Sauria vagy Lacertilia) alrendjéhez, a leguánalakúak (Iguania) alrendágához és a kaméleonfélék (Chamaeleonidae) családjához tartozó faj.

## Elterjedése, élőhelye
Madagaszkár északi és keleti részén honos, hegyvidéki erdők lombkoronaszintjében él.

## Megjelenése
Egyike a legnagyobb kaméleonfajoknak, testhossza meghaladja a 70 centimétert.
Nagy fejének hátsó részén lapos felületű sisak van, ami egy pár elefántfülre emlékeztet.
Néha az arcorrán is van egy nyúlvány.
Színe többnyire türkizkék és zöld, a sisak lebenyein és a hátán barna.

## Alfajai
- Calumma parsonii parsonii, (Cuvier, 1824) – Ennek az alfajnak a hossza meghaladja a 70 centimétert, nincs háttaraja. Madagaszkár keleti és északi részén széles körben elterjedt.

Több színezetben jól elkülöníthető alakja van. Ezeket többnyire csak színváltozatként kezelik a taxonómusok.
- - A narancsszemű színváltozatnál a hímek 50-60cm körüliek, zöldek vagy türkizkékek. Szemük jellegzetesen narancssárga.
  - Sárgaszájú színváltozat, a hímek elérhetik a 70 centimétert, zöldek vagy türkizkékek. Jellegzetes bélyegük a szájukon látható sárga színű sáv.
  - Sárga óriás, a hímek kifejezetten nagyok, meghaladhatják a 70 centimétert és többnyire sárgás színűek.
  - Zöld óriás , a hímek kifejezetten nagyok, meghaladhatják a 70 centimétert és nagyrészt zöldek a hátukon egy kis kékkel.
- Calumma parsonii cristiferum, (Methuen & Hewitt, 1913)  – Lényegesen kisebb, mint az alapfaj, maximális testhossza csak 47 centiméter. Jellegzetes bélyege a háttarja. Csak Andasibe környékén fordul elő.

## Életmódja
A kisebb kaméleonoktól eltérően, hosszú ideig mozdulatlan bír maradni. Egy fa ágán várakozik prédára lesve. Nagyobb rovarokat és egyéb ízeltlábúakat fog meg.

## Szaporodása
Fészekalja 30-40 tojásból áll. A nőstény tojásrakásnál lemászik a földre, és az erdő talajában ás egy 30 centiméter mély lyukat és oda helyezi el tojásait.

## Fordítás
- Ez a szócikk részben vagy egészben  a   Parsons Chamäleon című német Wikipédia-szócikk ezen változatának fordításán alapul.  Az eredeti cikk szerkesztőit annak laptörténete sorolja fel. Ez a jelzés csupán a megfogalmazás eredetét és a szerzői jogokat jelzi, nem szolgál a cikkben szereplő információk forrásmegjelöléseként.